# Tiefwasserreede

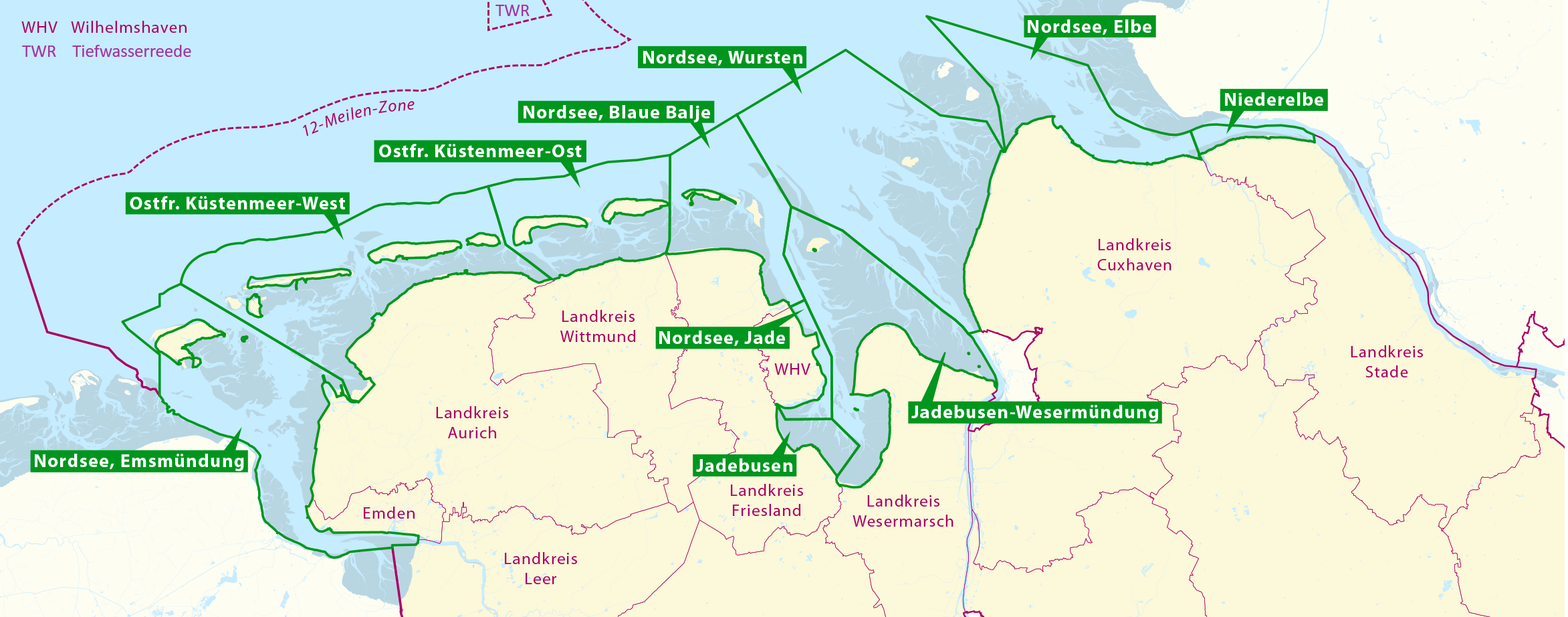
Karte des niedersächsischen Küstenmeers (mit Gemarkungen). Die Tiefwasserreede erscheint am oberen Rand der Karte (TWR) nur mit ihrem südlichen Teil.

Koordinaten: 54° 4′ 37,5″ N, 7° 27′ 18″ O
Als Tiefwasserreede wird ein Seegebiet in der Deutschen Bucht bezeichnet, das als Reede für Frachtschiffe dient. Sie wird von Deutschland als Teil des Küstenmeeres beansprucht.
Die Tiefwasserreede befindet sich rund 30 Kilometer westlich von Helgoland. Von 1969 bis 1983 lag dort
das Feuerschiff Amrumbank.
Die Tiefwasserreede liegt bereits außerhalb der 12-Meilen-Zone (Küstenmeer). Gemäß dem 1982 von den Vereinten Nationen beschlossenen Seerechtsübereinkommen, Art. 12, können Reeden, die außerhalb des Küstenmeeres liegen würden, in das Küstenmeer einbezogen werden.
Die Tiefwasserreede liegt innerhalb des sogenannten „Entenschnabels“ und damit in der deutschen Ausschließlichen Wirtschaftszone.
Am 12. Oktober 1983 beschloss die Bundesregierung eine sogenannte „Boxenlösung“ mit einer Ausweitung der deutschen Hoheitsgebiete in einem Teilbereich der Nordsee von zuvor 3 auf bis zu 16 Seemeilen bis hin zur Tiefwasserreede, um eine bessere Verkehrssicherheit der Schifffahrt und Strafverfolgung bei Umweltschäden zu ermöglichen. Dies traf sowohl auf Einspruch des US-Außenministeriums als auch auf Bedenken des bundesdeutschen Verteidigungsministeriums, das analoge Gebietsansprüche der DDR in der Ostsee befürchtete.
Am 19. Oktober 1994 proklamierte die Bundesregierung im Rahmen einer Ausweitung des deutschen Küstenmeeres u. a. den Einbezug einer Exklave um die Tiefwasserreede. Dieses Gebiet ist durch vier Punkte abgegrenzt:
1. Nordwest: 54,14° N, 7,41° O
2. Nordost:  54,14° N, 7,45° O
3. Südost:   54,03° N, 7,55° O
4. Südwest:  54,01° N, 7,41° O

Das durch diese Punkte abgegrenzte Meeresgebiet erstreckt sich über eine Länge von 14,4 km in nord-südlicher Richtung, und hat eine Breite von 2,6 km im Norden bis 9,5 km im Süden, sowie eine Fläche von 83 km².
Der Abstand des am weitesten entfernten Punktes der Tiefwasserreede zum nächstgelegenen Basispunkt beträgt ca. 16,3 Seemeilen.
Die Tiefwasserreede ist ein Küstenmeer, das dem Land Niedersachsen zugeordnet ist.